# Una voce poco fa (album)
Una voce poco fa è il terzo album discografico in studio del duo pop italiano Il Genio, pubblicato nel dicembre 2013.

## Il disco
Il brano Amore di massa è stato pubblicato nell'aprile 2013. Bar cinesi è invece il singolo promozionale pubblicato nel mese di novembre.
Il titolo è tratto dall'opera Il barbiere di Siviglia di Gioachino Rossini (la quinta parte dell'atto I).
Groenlandia è una cover di un brano spagnolo degli anni ottanta dei Los Zombies che il gruppo ha rivisitato per la versione italiana del testo.

## Tracce
1. Bar cinesi
2. Motivi plausibili
3. Amore di massa
4. La percezione del buio e della luce
5. Tipi logici
6. Dopo mezzanotte
7. Un uomo impossibile
8. Ho deciso
9. Bene mediamente tanto
10. Groenlandia

## Formazione
- Alessandra Contini - voce, basso
- Gianluca De Rubertis - voce, chitarra, tastiera